# Endonesia
Endonesia (エンドネシア?) è un videogioco d'avventura sviluppato da Vanpool e pubblicato nel 2001 da Enix per PlayStation 2.

## Trama
Il protagonista è un ragazzo catapultato su un'isola chiamata Endonesia. Per tornare a casa dovrà trovare 50 divinità utilizzando i suoi poteri nell'arco temporale di dieci giorni.